# 池田謙蔵
池田 謙蔵（いけだ けんぞう、1893年2月2日 - 1974年7月17日）は、日本の経営者。三菱信託銀行社長を務めた。

## 経歴
奈良県出身。1918年に東京帝国大学法学部英法科を卒業し、同年に三菱合資に入社。
1933年に三菱信託銀行に転じ、1945年10月に常務を経て、1946年12月に社長に就任。1959年5月に会長を経て、1965年5月に相談役に就任。
1958年5月に藍綬褒章を受章し、1972年4月に勲二等瑞宝章を受章。
1974年7月17日、脳出血のために死去。81歳没。